# ميك هيرون
ميك هيرون (بالإنجليزية: Mick Herron)‏ (11 يوليو 1963 في المملكة المتحدة)؛ كاتب وروائي بريطاني.